# 524 (číslo)
Pět set dvacet čtyři je přirozené číslo. Následuje po čísle pět set dvacet tři a předchází číslu pět set dvacet pět. Římskými číslicemi se zapisuje DXXIV a řeckými číslicemi φκδ.

## Matematika
524 je:
- Deficientní číslo
- Složené číslo
- Nešťastné číslo

## Astronomie
- (524) Fidelio je planetka hlavního pásu, kterou objevil v roce 1904 Max Wolf

## Roky
- 524
- 524 př. n. l.